# Mekonglema
Genre
Mekonglema est un genre d'araignées aranéomorphes de la famille des Telemidae.

## Distribution
Les espèces de ce genre se rencontrent en Chine, en Thaïlande et au Laos.

## Liste des espèces
Selon World Spider Catalog (version 23.5, 07/09/2022) :
- Mekonglema bailang Zhao & Li, 2020
- Mekonglema chiangmai Zhao & Li, 2022
- Mekonglema kaorao Zhao & Li, 2020
- Mekonglema walayaku Zhao & Li, 2020
- Mekonglema xinpingi (Lin & Li, 2008)
- Mekonglema yan Zhao & Li, 2020

## Systématique et taxinomie
Ce genre a été décrit par Zhao, Li et Zhang en 2020 dans les Telemidae.

## Publication originale
- Zhao, Li & Zhang, 2020 : « Taxonomic revision of Telemidae (Arachnida, Araneae) from East and Southeast Asia. » ZooKeys, no 933, p. 15-93 (texte intégral).